# Chad Campbell

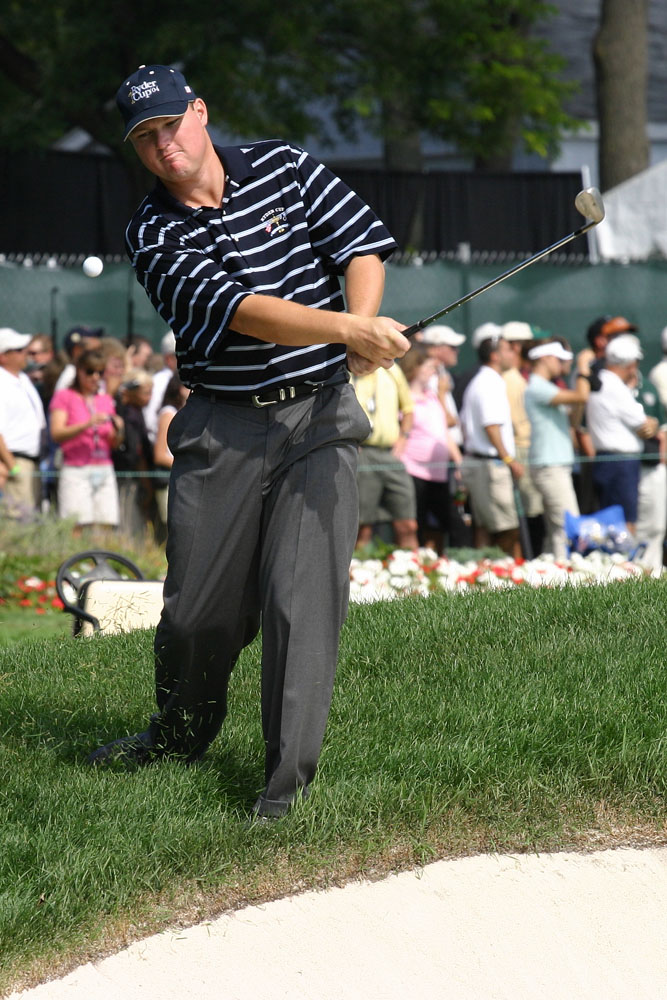
Chad Campbell vid Ryder Cup 2004

Chad Campbell, född 31 maj 1974 i Andrews, Texas, är en amerikansk professionell golfspelare.
Campbell studerade vid University of Nevada i Las Vegas och blev professionell 1996. Fram till 2000 spelade han på tredjetouren i USA, NGA Hooters Tour där han vann 13 tävlingar och penningligan tre gånger. 2001 spelade han på utvecklingstouren Nationwide Tour där han vann tre tävlingar under samma säsong (år 2001) och därefter avancerade han till PGA-touren.
Under 2004 var Campbell rankad top-10 i världen enligt den officiella världsrankingen.
Campbell har vunnit fyra tävlingar på PGA-touren och han var med i det amerikanska Ryder Cup-laget 2004, 2006 och 2008.

## Meriter

### Segrar på PGA-touren
| Nr | Datum        | Tävling                   | Segerresultat      | Mot par | Segermarginal | Runner(s)-up                    |
| -- | ------------ | ------------------------- | ------------------ | ------- | ------------- | ------------------------------- |
| 1  | Nov 9, 2003  | Tour Championship         | 70-69-61-68=268    | -16     | 3 slag        | Charles Howell III              |
| 2  | Mar 21, 2004 | Bay Hill Invitational     | 66-68-70-66=270    | -18     | 6 slag        | Stuart Appleby                  |
| 3  | Jan 22, 2006 | Bob Hope Chrysler Classic | 63-66-68-67-71=335 | -25     | 3 slag        | Jesper Parnevik, Scott Verplank |
| 4  | Sep 30, 2007 | Viking Classic            | 70-72-64-69=275    | -13     | 1 slag        | Johnson Wagner                  |

### Segrar på Nationwide Tour
- 2001 Richmond Open, Permian Basin Open, Monterey Peninsula Classic